# Slammiversary XVI
Slammiversary XVI – gala wrestlingu zorganizowana przez amerykańską federację Impact Wrestling (IW), która była nadawana na żywo w systemie pay-per-view. Odbyła się 22 lipca 2018 r. w The Rebel Entertainment Complex w Toronto. Była to czternasta gala z cyklu Slammiversary, a zarazem drugie pay-per-view IW w 2018 r. Organizacja celebrowała szesnastą rocznicę powstania.

## Tło
Na Redemption (22 kwietnia) Impact Wrestling podał informację, że Slammiversary XVI odbędzie się 22 lipca w The Rebel Entertainment Complex w Toronto. 4 czerwca w Toronto odbyła się konferencja prasowa dotycząca Slammiversary XVI z udziałem prezesa Impact Wrestling – Eda Nordholma, wiceprezesów – Dona Callisa i Scotta D’Amore, komentatora – Josha Matthewsa, producentki – Gail Kim, zawodników – Austina Ariesa, Moose’a i Madison Rayne oraz gościa – Anthony’ego Carelliego. Podczas niej zapowiedziano dwie walki przyszłej gali, starcie Austina Ariesa z Moose’m o Impact World Championship i Madison Rayne z Su Yung o mistrzostwo kobiet. W toku dyskusji ujawniono, że na Slammiversary powrócą Johnny Impact i zawodnik NJPW, Taiji Ishimori. Bilety na wydarzenie weszły do sprzedaży 4 czerwca.

## Rywalizacje
Slammiversary oferowało walki wrestlingu z udziałem różnych zawodników na podstawie przygotowanych wcześniej scenariuszy i rywalizacji, które były realizowane podczas cotygodniowych odcinków programu Impact!. Wrestlerzy odgrywali role pozytywnych (face) lub negatywnych bohaterów (heel), którzy rywalizują między sobą w seriach walk mających budować napięcie.

### Pojedynek o Impact World Championship
Moose został pretendentem do walki o Impact World Championship z Austinem Ariesem na Slammiversary po pokonaniu Eliego Drake’a w odcinku Impactu! z 14 czerwca. Walka wieczoru była jednak znana wcześniej, ponieważ Impact Wrestling zapowiedział ją 4 czerwca na wspomnianej już konferencji prasowej. W następnych odcinkach Impactu! nastąpiła emisja spotów, które obaj zawodnicy przedstawili swoje dokonania, jak również starali się zamanifestować własną wyższość i nieuniknione zwycięstwo na lipcowej gali.

### Pojedynek o Impact Knockouts Championship
Po zwycięstwie 21 czerwca nad Tayą Valkyrie Madison Rayne otrzymała szansę na walkę o Impact Knockouts Championship z Su Yung na Slammiversary. Podobnie jak w przypadku spotkania o mistrzostwo świata, pojedynek kobiet został ogłoszony na konferencji prasowej w Toronto. Tydzień później Rayne pokonała Tessę Blanchard, następnie została zaatakowana przez przeciwniczkę, której poczynania przerwała Su Yung i jej podopieczne. Otoczyły one pretendentkę w ringu i zaczęły okładać pięściami do czasu, gdy pojawiła się Allie i wzięła górę nad napastniczkami. 5 lipca protagonistki zwyciężyły Su Yung i jedną z jej druhen, w międzyczasie Allie zmusiła Blanchard, która niespodziewanie zaatakowała Rayne, do wycofania się.

### Mask vs. Hair match
Po zwycięstwie El Hijo del Fantasmy nad Jakem Cristem 14 czerwca pozostali dwaj członkowie Ohio Versus Everything (Dave Crist i Sammi Callihan) próbowali zdjąć maskę luchadorowi, lecz ich działania przerwał Pentagón Jr. W kolejnym odcinku Impactu! Meksykanie wygrali Tag Team match przeciwko OVE, po czym doszło do pomeczowej bójki, w której antagoniści jedynie za sprawą interwencji Fantasmy, nie zdołali zdjąć maski Pentagónowi Jr. Sami Callihan i bracia Cristowie dokonali tego podczas gali federacji PCW Ultra, jednocześnie kradnąc atrybut rywala. Tożsamość luchadora nie została ujawniona, ponieważ zdążył zakryć twarz dłońmi. Wkrótce Meksykanin rzucił wyzwanie liderowi OVE, oświadczając że chce zmierzyć się z nim na Slammiversary w Mask vs. Hair matchu, co spotkało się z pozytywnym odzewem ze strony Callihana.

### Four Way match
Impact Wrestling ogłosił Four Way match podczas odcinka Impactu!, wyemitowanego 28 czerwca, z udziałem Richa Swanna, Johna Impacta, Taiji’ego Ishimori’ego i Fénixa.

## Karta walk
Zestawienie zostało opracowane na podstawie materiału źródłowego:
| Nr                                 | Wyniki | Stypulacje                                     | Czas  |
| ---------------------------------- | --- | ---------------------------------------------- | ----- |
| 1                                  | Johnny Impact pokonał Taijiego Ishimoriego, Fénixa i Peteya Williamsa                                         | Four Way match                                 | 12:30 |
| 2                                  | Tessa Blanchard pokonała Allie                                                                                | Singles match                                  | 10:58 |
| 3                                  | Eddie Edwards pokonał Tommy’ego Dreamera                                                                      | House of Hardcore match                        | 11:10 |
| 4                                  | Brian Cage pokonał Matta Sydala                                                                               | Singles match o Impact X Division Championship | 10:05 |
| 5                                  | Su Yung (c) pokonała Madison Rayne                                                                            | Singles match o Impact Knockouts Championship  | 6:55  |
| 6                                  | The Latin American Xchange (Santana i Ortiz) (z Konnanem) pokonali The OGz (Hernandez i Homicide) (z Kingiem) | 5150 Street Fight                              | 13:40 |
| 7                                  | Pentagón Jr. pokonał Samiego Callihana                                                                        | Mask vs. Hair match                            | 18:10 |
| 8                                  | Austin Aries (c) pokonał Moose’a                                                                              | Singles o Impact World Championship            | 16:00 |
| (c) – mistrz/mistrzyni przed walką | |                                                |       |